# Force centrale
 (juin 2006).
La forme ressemble trop à un extrait de cours et nécessite une réécriture afin de correspondre aux standards de Wikipédia.
 (mai 2012).
Si vous disposez d'ouvrages ou d'articles de référence ou si vous connaissez des sites web de qualité traitant du thème abordé ici, merci de compléter l'article en donnant les références utiles à sa vérifiabilité et en les liant à la section « Notes et références ».

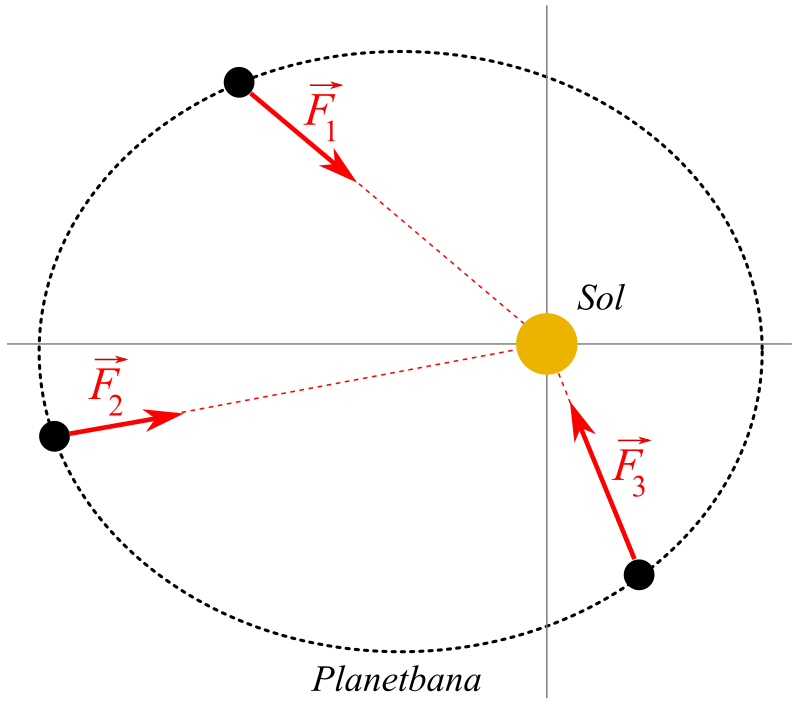
Représentation de plusieurs vecteurs du champ de forces centrales ressenti par un corps céleste tournant autour du Soleil, qui en est le centre.

En mécanique classique du point matériel, un champ de forces {\displaystyle {\vec {F}}(M)\,} est dit champ de force centrale, de centre O s'il vérifie {\displaystyle {\vec {F}}=F{\vec {e_{r}}}} . Le support de la force {\displaystyle {\vec {F}}\,} passe par le centre fixe O. L'étude du mouvement à force centrale fut un des premiers problèmes de mécanique résolu par Newton.
Si la force centrale est conservative, elle dérive d'une énergie potentielle (scalaire), notée {\displaystyle U(M)=U(r)=-\int _{0}^{r}F(r)\,\mathrm {d} r+\mathrm {Cste} }. Souvent la constante est choisie conventionnellement, si cela est possible, pour que {\displaystyle U(r=\infty )=0}.

## Force linéaire de Hooke
Robert Hooke (1635-1703) dans sa correspondance de novembre et décembre 1679 avec Isaac Newton, a énoncé la loi de ce champ de force centripète :
{\displaystyle {\overrightarrow {F}}(\mathrm {M} )=-k\,{\overrightarrow {\mathrm {OM} }}}.
Le coefficient k est dit constante de rappel du ressort (ou raideur du ressort) ; il s'exprime en N/m.
- L'énergie potentielle associée est conventionnellement prise égale à {\displaystyle U(M)={\frac {1}{2}}\cdot k\cdot r^{2}\,}.

- note : Hooke considéra le mouvement du pendule sphérique pour de très petites oscillations, comme dû au mouvement de la petite masse sous l'action d'un champ central {\displaystyle -k\cdot {\overrightarrow {OM}}} avec {\displaystyle k={\frac {m\cdot g}{l}}\,}, l étant le rayon de la sphère.

Il généralisait ainsi le travail de Galilée sur le pendule simple (1601). L'observation en est très aisée car la trajectoire est une simple ellipse ayant pour centre le point O (en France, on parle d'ellipse de Lissajous, mais il s'agit plus correctement d'ellipse de Galilée-Hooke).
Remarque : si les oscillations ne sont pas très petites, il s'agit du pendule sphérique, beaucoup plus difficile à étudier.
Remarque : Pour l'anecdote, durant tout l’hiver 1679/1680, Robert Hooke avait engagé une correspondance avec Newton. De cette correspondance naissait en 1684 le manuscrit "de Motu corporum gyrum", que l’on peut assimiler au germe des "Principia". Notons que Newton n’y fera aucune mention de sa "collaboration" avec R. Hooke. Dans un manuscrit de 1685, Robert Hooke propose une méthode de calcul des orbites qu’il applique avec succès au calcul du mouvement d’un pendule conique (figure de sept 1685 - manuscrits Trinity college)

## Champ newtonien
Isaac Newton démontra en 1685 le théorème dit de Newton-Gauss (voir Théorème de Gauss appliqué à l'électrostatique) :
la loi universelle d'attraction gravitationnelle entre un astre sphérique, de centre O, de masse M et de rayon R, sur une petite masse ponctuelle m située en P, extérieur à la sphère (donc r = OP > R) se réduit à la simple force centrale {\displaystyle -{\frac {G\cdot M\cdot m}{r^{2}}}\cdot {\vec {u}}_{r}\,}.
- Le champ newtonien a pour énergie potentielle, {\displaystyle U(r)=-{\frac {G\cdot M\cdot m}{r}}\,} (à laquelle il faut ajouter une constante, souvent choisie nulle par convention).

- Le mouvement des planètes, sous l'action du champ newtonien du Soleil , {\displaystyle -{\frac {k}{r^{2}}}\,}, où {\displaystyle k=G\cdot M_{S}\,} est la constante de Gauss, connue avec une précision remarquable (10 chiffres significatifs), est celui décrit par les lois de Kepler, démontrées en 1684 par Newton dans le « de Motu », qui fut réécrit, (dès que Newton eut claire conscience du théorème de Newton-Gauss au travers de la loi universelle de la gravitation), en un traité : les Principia (1687) (voir Démonstration des lois de Kepler).

- Le mouvement des satellites terrestres (dont la Lune) se comprend de même.

Grâce à ce théorème, Newton réunifiait les deux mondes : la mécanique terrestre et la mécanique céleste, ce qu'avait conjecturé Galilée, dans ses Dialogues (1632).
- L'étude générale du champ newtonien fait l'objet, en sciences de la Terre, de la gravimétrie, en électrostatique du champ des charges fixes portées par des isolants, en mathématiques de la théorie du potentiel, sujet très développé par Henri Poincaré, Ito et Doob.

- Note sur la deuxième vitesse cosmique : au niveau de la Terre {\displaystyle U(R)=-{\frac {G\cdot M\cdot m}{R}}\,}. Il faut donc donner à un projectile l'énergie cinétique initiale opposée pour qu'il puisse s'extraire du champ de pesanteur : la vitesse correspondante, de l'ordre de 11,2 km/s, est la deuxième vitesse cosmique (second space velocity) : {\displaystyle v={\sqrt {2\cdot g\times R}}\,}, indépendante de m (loi de Galilée : masse inerte et masse-charge gravitationnelle sont toujours proportionnelles et donc, si on choisit les mêmes unités, sont identiques. Cette loi, élevée au rang de Principe d'équivalence sera le point d'ancrage de la Théorie de la Gravitation d'Einstein. Ce Principe doit être vérifié expérimentalement par le satellite "micron".

### Théorème de Newton-Gauss
Le théorème de Newton-Gauss est tout à fait remarquable et a profondément étonné Newton, qui le considéra comme une de ses principales découvertes.
En effet, on en déduit immédiatement que pour la Terre, de masse {\displaystyle M_{T}}, considérée comme sphérique, la gravité terrestre g est {\displaystyle {\frac {G\cdot M_{T}}{R^{2}}}\,} et que pour la Lune, « considérée comme une pomme » éloignée de soixante rayons terrestres, l'influence de la Terre est (60)2 = 3600 fois plus petite : ce calcul est resté célèbre, à juste titre, et fit la renommée de Newton.
- la pomme de Newton : une citation apocryphe célèbre de Newton est :

Soit une pomme, au-dessus de ma tête : elle est attirée à gauche par l'hémisphère terrestre gauche, de masse M/2, par une force difficile à calculer, dirigée vers un point C1, qui n'est pas le centre de gravité de l'hémisphère et symétriquement elle est attirée à droite par l'autre hémisphère, de masse M/2, vers un point C2. Par symétrie, ces deux forces se composent en une force dirigée vers le centre O de la Terre (et la pomme me tombe sur la tête), mais il est remarquablement simple que la loi soit en 1/OM².
Cette anecdote, patrimoine de la physique (un peu comme le E= mc2 d'Einstein ou le Eurêka d'Archimède) est appelée dans le monde entier, the Newton's apple.
- note sur l'a-pesanteur : en particulier, il en résulte cette conséquence immédiate, remarquable elle-aussi, mais vite comprise par Newton : pour une coque massique sphérique de masse M, de rayon interne {\displaystyle R_{1}}, de rayon externe {\displaystyle R_{2}}, la gravité externe est {\displaystyle -{\frac {G\cdot M}{r^{2}}}\,}, mais la gravité intérieure est rigoureusement nulle ! Tout objet y flotte en apesanteur (il s'agit bien ici d'apesanteur et non d'impesanteur). Le Théorème d'Ivory généralise ce fait extraordinaire d'apesanteur aux coques ellipsoïdales. Cavendish reprendra cela en électrostatique, voir expérience des hémisphères de Cavendish. Jules Verne s'amusa de ce phénomène curieux dans un de ses 80 romans.

Si près que l'on soit de la paroi interne de la coque, le mur tout proche attire autant que tout le reste de la coque dans l'autre sens, et provoque une force rigoureusement nulle, ceci de quelque manière que l'on définisse le « proche». À dire vrai, c'est cela le "vrai" théorème de Newton-Gauss, the remarquable theorem. Car pour l'extérieur, que le champ soit en 1/r² était une intuition claire chez Newton depuis son raisonnement par similitude de 1671, sur les ellipses de Kepler homothétiques.
Par ailleurs, Newton, profondément pieux, était aussi très satisfait de ce théorème : si le système solaire était dans la coque interne d'un univers sphérique, alors la partie droite de l'univers équilibrait la force exercée par la partie gauche. Un Dieu unique pouvait régir cet univers : pour Newton, l'espace et le temps purent être absolus d'entrée de jeu.
Pourtant, Galilée, Huygens et bien d'autres s'étaient attachés à démontrer le principe de la relativité galiléenne. L'œuvre magistrale de Newton va étouffer l'équivalence des hypothèses. Même McLaurin qui essaiera de défendre le "principe du bateau" de Huygens ne sera pas suivi (1742). Il faudra attendre Fresnel, Michelson, puis Ernst Mach pour que ce principe de relativité retrouve un second souffle.

## Champ enloi de puissance
Le champ est cette fois {\displaystyle F(r)=-{\frac {k}{r^{n}}}\,}, donc l'énergie potentielle {\displaystyle U(r)=-{\frac {k}{(n-1)\cdot r^{n-1}}}\,} (exceptant n=1).
Si n est négatif, on note généralement {\displaystyle F(r)=-k\cdot r^{p}\,}, d'énergie potentielle {\displaystyle U(r)=+{\frac {k\cdot r^{p+1}}{p+1}}+c^{te}\,}.
Pour une force centripète, l'énergie potentielle est croissante : on dit que la particule se meut dans un puits de potentiel.
On montre que, pour n < 3,
si le moment cinétique {\displaystyle {\vec {L}}=m\cdot {\overrightarrow {OM}}\wedge {\vec {V}}\,} (constant) est non nul,
la trajectoire reste bloquée entre un cercle péricentrique et un cercle apocentrique, dense dans la couronne sauf conditions initiales invraisemblables du point de vue physique.
Les deux cas d'exception sont ceux précités : n = 2 (Newton) et p = 1 (Hooke) : c'est le théorème de Bertrand, car il y a dégénérescence : la période radiale est multiple de la période angulaire. (voir Mouvement à force centrale).